# Poliklinika
Poliklinika je zdravstvena ustanova. U njoj se obavlja specijalističko-konzilijarna zdravstvena zaštita, dijagnostika i medicinska rehabilitacija, osim bolničkog liječenja. Može osigurati uvjete za dnevnu bolnicu, ovisno o djelatnostima za koje se osniva. Mora obavljati djelatnost najmanje u dvije ambulante različitih ili istih specijalističkih ili užih specijalističkih djelatnosti odnosno u jednoj ambulanti specijalističke odnosno uže specijalističke djelatnosti i laboratoriju.